# Marie Antonie z Valdštejna-Vartenbergu
Marie Antonie hraběnka z Valdštejna-Vartenbergu (německy Maria Antoinetta Josefa Johanna Baptista von Waldstein-Wartenberg, 29./31. března 1771, Vídeň – 17. ledna 1854 tamtéž) byla česká šlechtična z hraběcího rodu Valdštejnů z Vartenberka. Byla babičkou portugalského krále Ferdinanda II.

## Život
Narodila se jako čtvrté dítě hraběte Jiřího Kristiána z Valdštejna-Vartenbergu a jeho manželky hraběnky Marie Alžběty z Ulfeldtu, dcery ministra zahraničních věcí Svaté říše římské hraběte Antonína Korfitze z Ulfeldtu.

### Manželství a potomstvo
13. února 1792 se ve Vídni provdala za maďarského šlechtice Františka Josefa, knížete Koháryho, s nímž měla dvě děti, Ference/Imricha? (21. prosince 1792 – 19. dubna 1795) a Marii Antonii (2. července 1797 – 25. září 1862). Marie Antonie se provdala za Ferdinanda Sasko-Kobursko-Gothajského, staršího bratra budoucího belgického krále Leopolda a strýce budoucí královny Viktorie a jejich syn Ferdinand (1816–1885) se po sňatku s Marií Portugalskou (1819–1853) v roce 1836 stal portugalským králem jako Ferdinand II.